# Cambodia Securities Exchange

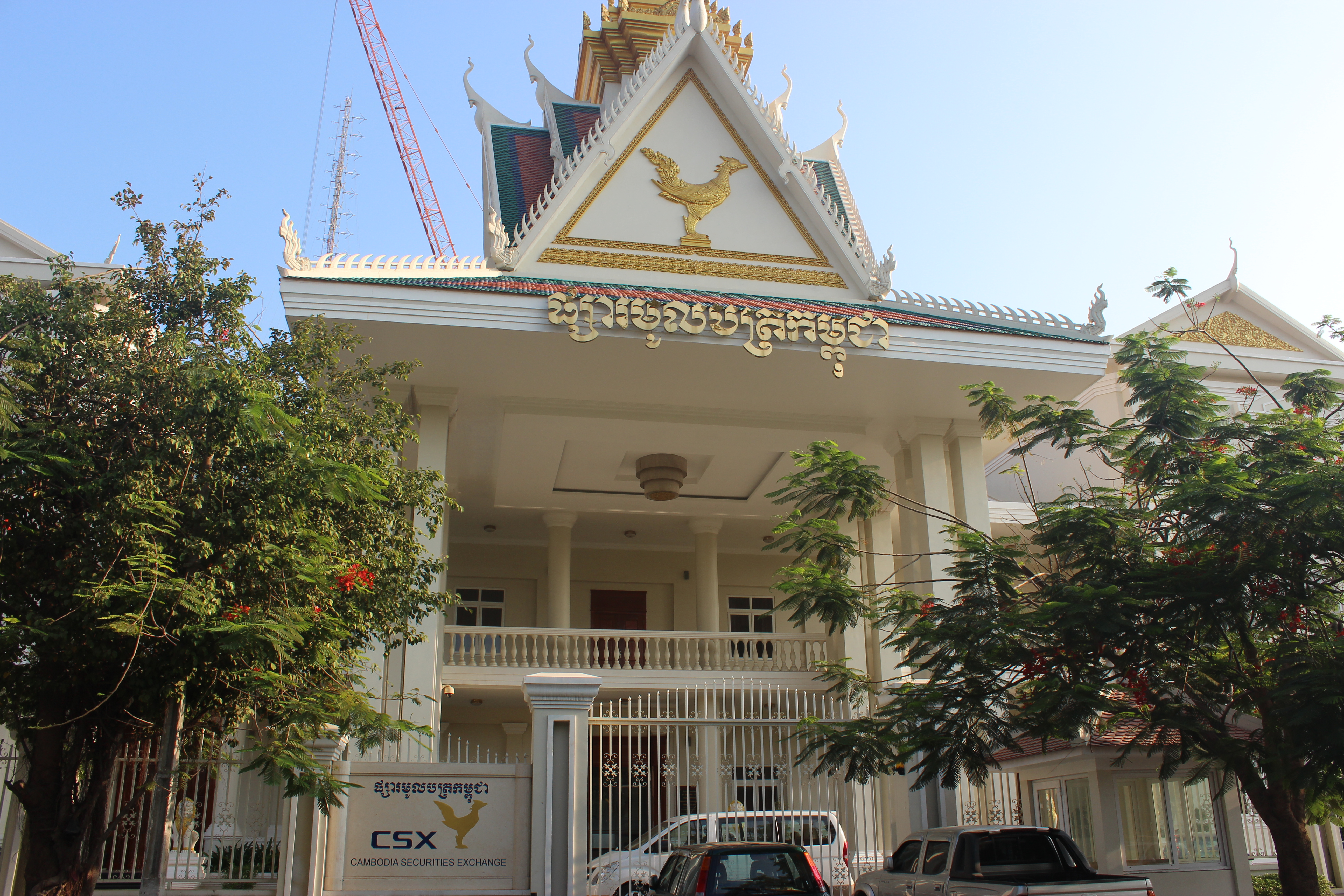
Cambodia Securities Exchange (2016)

Die Cambodia Securities Exchange (CSX; Khmer: ក្រុមហ៊ុនផ្សារមូលបត្រកម្ពុជា, Abkürzung: ផមក) ist die nationale Wertpapierbörse Kambodschas. Ziel der Börse ist es, durch die Förderung von Kapitalflüssen, Investitionen und Kapitalumverteilung auf der Grundlage von Kapitalmarktmechanismen ein hohes Wirtschaftswachstum zu erzielen. Der Hauptsitz der Börse befindet sich im Canada Tower in Kambodschas Hauptstadt Phnom Penh. Im Jahr 2016 wies die CSX mit einer Gesamtkapitalisierung von 103,1 Millionen US-Dollar die weltweit geringste Marktkapitalisierung ihrer börsennotierten Unternehmen auf. Im Juni 2024 erreichte die Marktkapitalisierung 2,73 Milliarden US-Dollar.

## Geschichte
Im November 2006 unterzeichneten das kambodschanische Wirtschafts- und Finanzministerium (MEF) und die Korea Exchange (KRX) eine Absichtserklärung zur Entwicklung des kambodschanischen Wertpapiermarktes. Im darauffolgenden November veranstaltete der kambodschanische Premierminister Samdech Hun Sen eine internationale Konferenz zur Förderung des Projekts „Kambodschas Wertpapiermarkt“. Im März 2009 unterzeichneten die kambodschanische Regierung und die Korea Exchange ein Joint-Venture-Abkommen zur Gründung einer Börse („The Cambodia Securities Exchange Co., Ltd“). Die Cambodia Securities Exchange wurde am 23. Februar 2010 gegründet. Das MEF hält 55 % des eingetragenen Kapitals, die KRX die restlichen 45 %.